# Ushnu

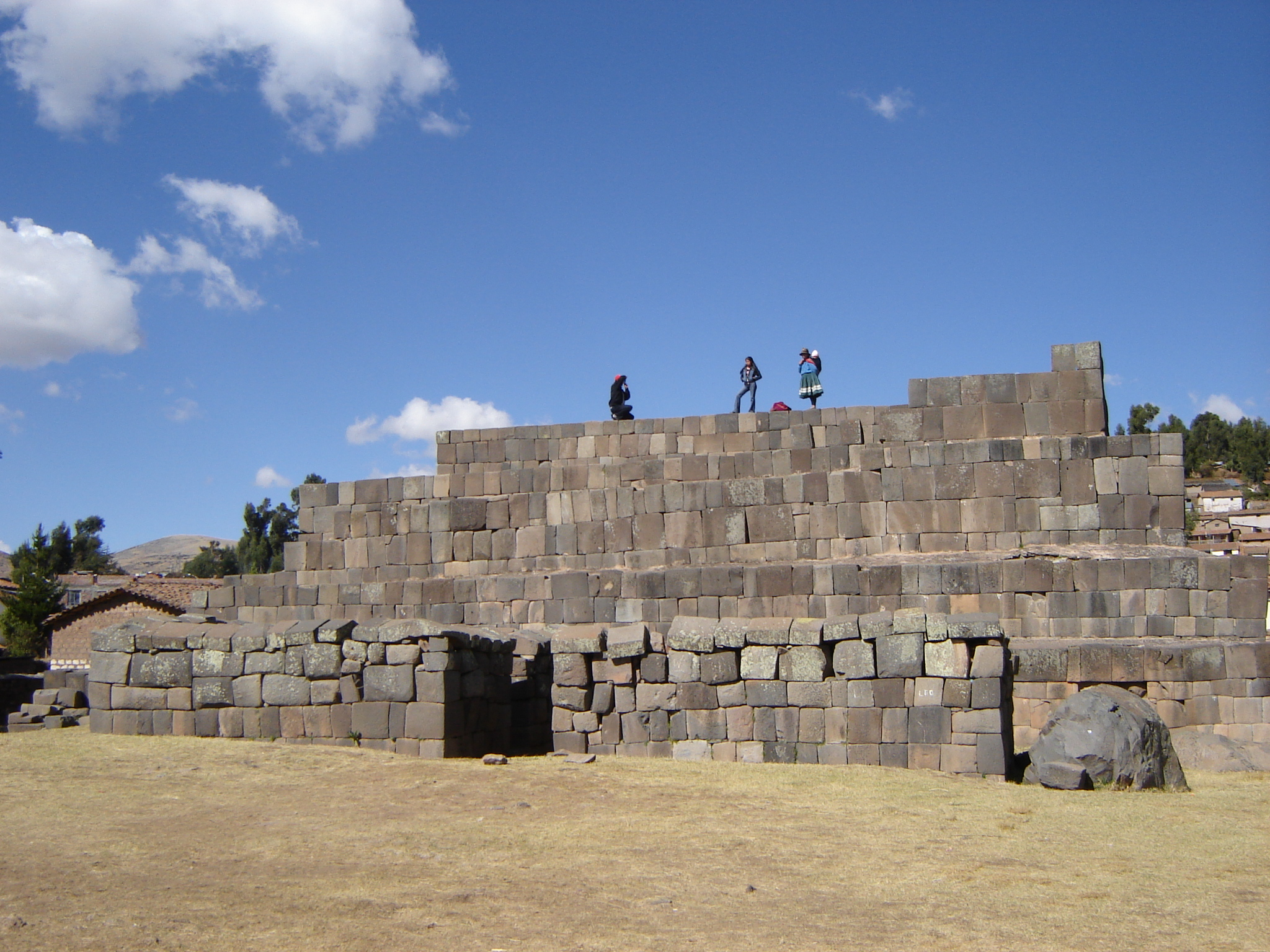
Ushnu de Vilcashuamán, Ayacucho, Peru.

Um Ushnu era uma estrutura em forma de pirâmide de terraços que era usada pelo Sapa Inca para realizar as cerimônias mais importantes do Tawantinsuyu .

## Etimologia do nome
Pouco se sabe sobre a raiz quechua de Ushnu , mas parece significar pedra onde a água é abençoada, é que este deveria ser sua função inicial. Desta forma os locais com as características de Ushnu, deveriam apresentar uma maior facilidade para o recebimento de oferendas líquidas, provavelmente eram usados pelas populações pré-hispânicas, quando realizam rituais onde deviam ofertar líquidos, principalmente a chicha . Desta forma se estabeleceu o conceito cerimonial do Ushnu, que provavelmente se referia ao "lugar onde se oferece líquidos ou se realizariam libações".

## Estrutura
Sua estrutura é a de uma pirâmide retangular formada por cinco plataformas, e sua parte mais alta era acessada por meio de uma escadaria, toda construída em pedra. No topo, existia uma poltrona dupla trabalhada em pedra, que de acordo com a tradição local estava coberta de lençóis dourados e era o lugar onde ficavam sentados o Sapa Inca e a Coya (sua esposa principal) para ministrar justiça e presidir as cerimônias e rituais que estavam ocorrendo na praça. Os Ushnu periféricos tinham uma estrutura mais precária, mas mesmo assim seguiam preceitos arqueoastronômicos bastante rígidos. 
É necessário destacar as referências de documentos etno-históricos que indicam que os Ushnus eram construídos em terrenos quadrados que estavam próximos aos Caminhos Incas, mencionando também as ofertas de bebidas alcoólicas de milho em cerimônias, como o Capac Hucha.   Mais especialmente dos lugares de sacrifício e libação. 
As referências sobre as características físicas do Ushnus no Império Inca foram descritas nas investigações de Zuidema,   Hyslop  e Raffino . E particularmente na região central de Chinchaysuyu, em Huánuco Pampa por Shea,  e Morris & Thompson .  Em Taparaku por Serrudo .  Em Pumpu e Chakamarca por Matos.  

## Planejamento, organização radial e alinhamentos astronômicos
Em Cusco , o Ushnu também era destinado a realizar observações astronômicas. As investigações de Zuidema demonstram que estava localizado no centro da praça, junto ao Templo do Sol (Coricancha), influenciando arquitetonicamente o plano geral da cidade.  Essa função sobreposta pode ser percebida no pelo design da Capital Imperial. 
A organização do espaço que existia na Cusco foi baseado no sistema de Ceques (linhas) ,  cujo centro era o Templo do Sol . Algumas huacas dos ceques serviram de referência às observações astronômicas feitas a partir do Ushnu.  Sendo várias huacas e ceques associados a fenômenos astronômicos específicos.  Portanto, parte da organização deste sistema seria de ordem radial e astronômica. 
O modelo é dividido pelos quatro pontos cardiais em quatro quadrantes (NE, SE, NW, SW), cada quadrante por quatro direções astronômicas, perfazendo no total 20 direções usadas para o planejamento dos Tambos em Chinchaysuyo.

## Cosmovisão e urbanismo
Estes Ushnus foram construídos para serem entendidos de acordo com a imagem que os Incas queriam projetar. O mundo estava sendo composto por três planos, Hanan Pacha (o mundo de cima), Kay Pacha (o mundo daqui) e Uku Pacha (o mundo dos mortos e também daqueles que estavam sob a superfície terrestre). Na língua quechua , Pacha significa simultaneamente espaço e tempo. 
De forma eficiente, ao ser ligado em certo sentido às suas divindades astrais e ser o ponto de conexão entre o mundo inferior (Uku Pacha) e da superfície que habitavam (Kay Pacha), cumprem a função de revelar o conhecimento do Pasha como tempo e espaço, representando de forma conjunta, no momento da realização das cerimônias, uma espécie de "Teatralização do Poder", onde o Inca ou seu representante ocupasse a posição central no ponto que conecta todas as direções sagradas, não só nas três dimensões espaciais, mas também dentro da dimensão temporal. Assim o Ushnu e a organização do espaço foram elaborados a fim de criar uma cena, para construir uma consciência uniforme coletiva. Ao usar mitos que existiam nos territórios conquistados para legitimar sua posição de dominação, os Incas asseguravam também uma dominação ideológica. Sendo esses Tambos cópias do localizado em Cusco que segundo Morris: "Podem ser comparados em muitos sentidos a um enorme cenário para serem usados pela condição para a integração de uma área fragmentada interior". 
Percebe-se também um zelo em se conectar simbolicamente aos sítios sagrados dos territórios conquistados, por meio do Qapaq Ucha, aos sítios sagrados que foram criados, que não são apenas Huacas, mas que se tornaram Ushnus e por isso foram conectadas ao cosmos inteiro.
O Capac Hucha foi possivelmente a maior das cerimônias realizadas no Império Inca. Foi descrito por Duviols  e Zuidema. 

## Evolução
Os rituais tornaram-se progressivamente mais complexos e o Ushnu na época dos Incas não se destinou somente a ofertas líquidas, mas também se destinou a sacrifícios de animais, infantis, bem como com a queima de tecidos e outras oferendas. 